# District de Bánovce nad Bebravou
Le district de Bánovce' nad Bebravou est l'un des 79 districts de Slovaquie, dans la région de Trenčín.

## Démographie

### Évolution de la population
| Année:               | 1994.  | 2004.   | 2014.   | 2024.   |
| -------------------- | ------ | ------- | ------- | ------- |
| Nombre de personnes: | 38 695 | 38 385  | 36 833  | 34 910  |
| Différence:          |        | -0,80 % | -4,04 % | -5,22 % |

| Année:               | 2023.  | 2024.   |
| -------------------- | ------ | ------- |
| Nombre de personnes: | 35 186 | 34 910  |
| Différence:          |        | -0,78 % |

## Liste des communes
Source :

### Villes
- Bánovce nad Bebravou

### Villages
Borčany | Brezolupy | Cimenná | Čierna Lehota | Dežerice | Dolné Naštice | Dubnička | Dvorec | Haláčovce | Horné Naštice | Chudá Lehota | Krásna Ves | Kšinná | Libichava | Ľutov | Malá Hradná | Malé Hoste | Miezgovce | Nedašovce | Omastiná | Otrhánky | Pečeňany | Podlužany | Pochabany | Pravotice | Prusy | Ruskovce | Rybany | Slatina nad Bebravou | Slatinka nad Bebravou | Šípkov | Šišov | Timoradza | Trebichava | Uhrovec | Uhrovské Podhradie | Veľké Držkovce | Veľké Hoste | Veľké Chlievany | Vysočany | Zlatníky | Žitná - Radiša